# Gmach Urzędu Pocztowego Poznań 9

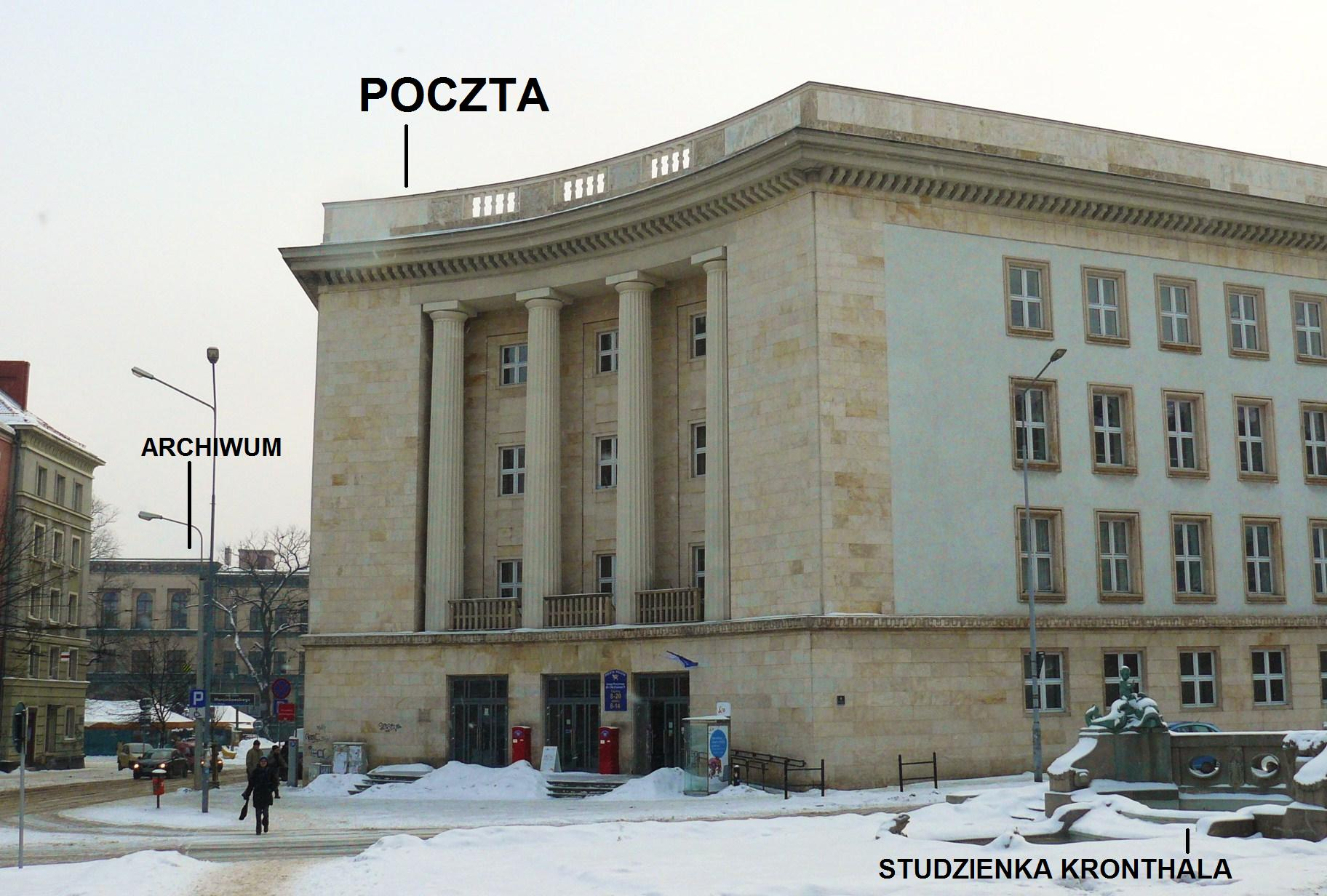
Kontekst

Gmach Urzędu Pocztowego Poznań 9 – budynek pocztowy zlokalizowany na Starym Mieście w Poznaniu przy ul. 23 Lutego 28, róg Al. Marcinkowskiego, w sąsiedztwie placu Wielkopolskiego, Uniwersytetu Artystycznego, Archiwum Państwowego, Studzienki Kronthala i rzeźby Golema.

## Historia
Pierwszy gmach pocztowy stanął w tym miejscu w 1798 i miał dwie kondygnacje. W latach 1872–1881 zbudowano następny – neorenesansowy z kopułą (projektant – Heinrich Koch). Mieścił on w sobie m.in. stację dyliżansów. W 1936 przebudowano wnętrza według projektu Adama Ballenstedta, rozdzielając, w nowoczesny na owe czasy sposób, działy: pocztowy i telekomunikacyjny. Prace kontynuowano w czasie II wojny światowej, nadając obiektowi obecny wygląd. Monumentalna fasada z kolumnami doryckimi w wielkim porządku jest charakterystyczna dla architektury nazistowskiej. 9 września 1945 otwarto tu zbudowaną od podstaw międzymiastową centralę telefoniczną i telegraficzną (była ona wówczas głównym węzłem łączności dla Polski zachodniej). Miała 22 łącznice międzymiastowe o pojemności dwustu obwodów, trzy łącznice badaniowe, siedem stolików do przyjmowania rozmów oraz udzielania informacji i dziesięć połączeń dalekopisowych z głównymi miastami kraju. W 1995 salę operacyjną przebudowano, rezygnując ze stylistyki nazistowskiej na rzecz postmodernizmu (Toya-Design). 
W 1975 dobudowano, pomiędzy gmachem poczty a przestrzenią na nowy gmach Muzeum Narodowego (oddany w 2001), awangardowy biurowiec mieszczący Wojewódzkie Centrum Telekomunikacyjne, co było odpowiedzią na dynamiczny rozwój telefonii w tamtych czasach. 
Z powodu istnienia w tym miejscu poczty, ulica przy której znajduje się gmach dawniej nosiła nazwę Pocztowej i Poststrasse.